# Madagaskar-Buntfrösche
Die Madagaskar-Buntfrösche (Mantella) sind eine Gattung in der Familie Madagaskarfrösche. Sie umfasst 16 beschriebene Arten, die alle auf Madagaskar endemisch sind.

## Beschreibung
Es handelt sich bei den Arten um kleine (15-35 mm), meist tagaktive und zum Teil recht bunt gefärbte Frösche. Sie sind nur auf Madagaskar und einigen vorgelagerten Inseln zu finden.
In ihrem Erscheinungsbild ähneln sie den Baumsteigerfröschen (Dendrobatidae), mit denen sie aber nicht verwandt sind. Einige Arten sondern über die Haut ein giftiges Sekret ab. Sie haben deshalb warnende Farbkombinationen von Tiefschwarz, Orange, Gelb und irisierendem Blau. Einige Arten sind allerdings ungiftig, mimen aber in der Färbung ihre giftigen Artgenossen nach.
In der Regel sind die Finger- und Zehenenden leicht bis stark vergrößert. Zwischen den einzelnen Fingern resp. Zehen sind keine Schwimmhäute vorhanden.

## Verbreitung
Die meisten Madagaskar-Buntfrosch-Arten leben im Regenwald, wobei einige Arten auch in den Übergangsregionen zur Savanne oder zu Grasflächen vorkommen. Meistens legen sie ihr Gelege am Boden oder in Baumhöhlen in der Nähe von Wasser ab. Später schlängeln die Kaulquappen in den Wasseransammlungen oder werden vom Regen in Kleinstgewässer gespült.

## Arten
Die Gattung umfasst 16 Arten:
Stand: 15. Juli 2017
- Mantella aurantiaca Mocquard, 1900 – Goldfröschchen
- Mantella baroni Boulenger, 1888
- Mantella bernhardi Vences, Glaw, Peyrieras, Böhme & Busse, 1994
- Mantella betsileo (Grandidier, 1872)
- Mantella cowanii Boulenger, 1882
- Mantella crocea Pintak & Böhme, 1990
- Mantella ebenaui Boettger, 1880
- Mantella expectata Busse & Böhme, 1992 – Blaubeiniges Buntfröschchen
- Mantella haraldmeieri Busse, 1981
- Mantella laevigata Methuen & Hewitt, 1913
- Mantella madagascariensis (Grandidier, 1872)
- Mantella manery Vences, Glaw & Böhme, 1999
- Mantella milotympanum Staniszewski, 1996
- Mantella nigricans Guibé, 1978
- Mantella pulchra Parker, 1925
- Mantella viridis Pintak & Böhme, 1988

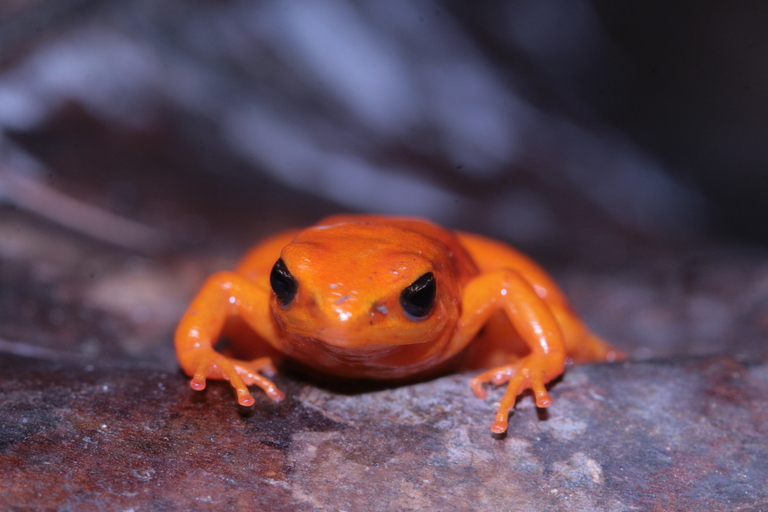
Goldfröschchen (Mantella aurantiaca)
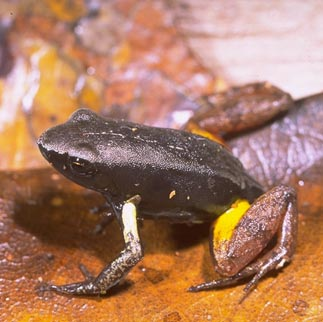
Mantella bernhardi
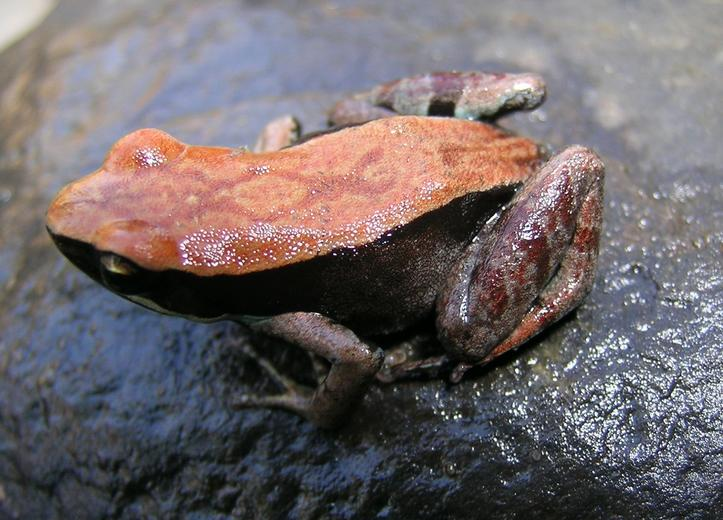
Mantella betsileo
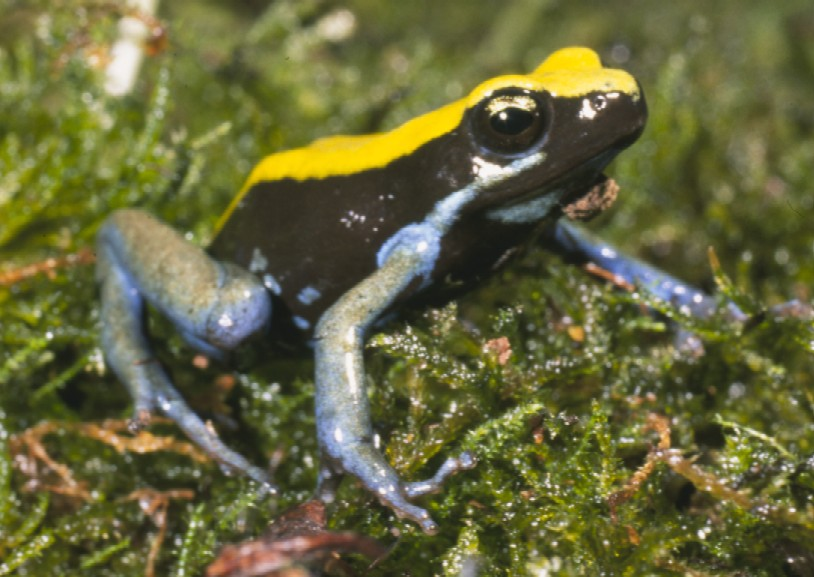
Mantella expectata
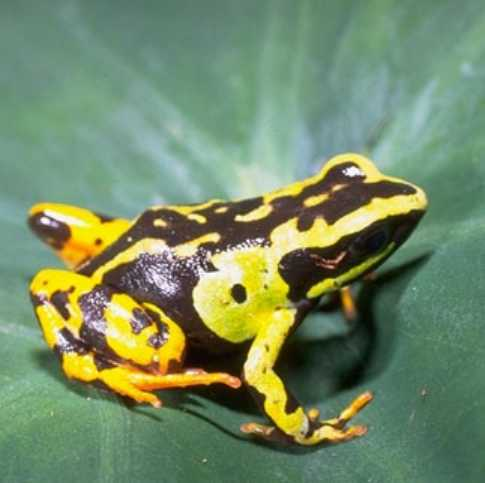
Mantella madagascariensis
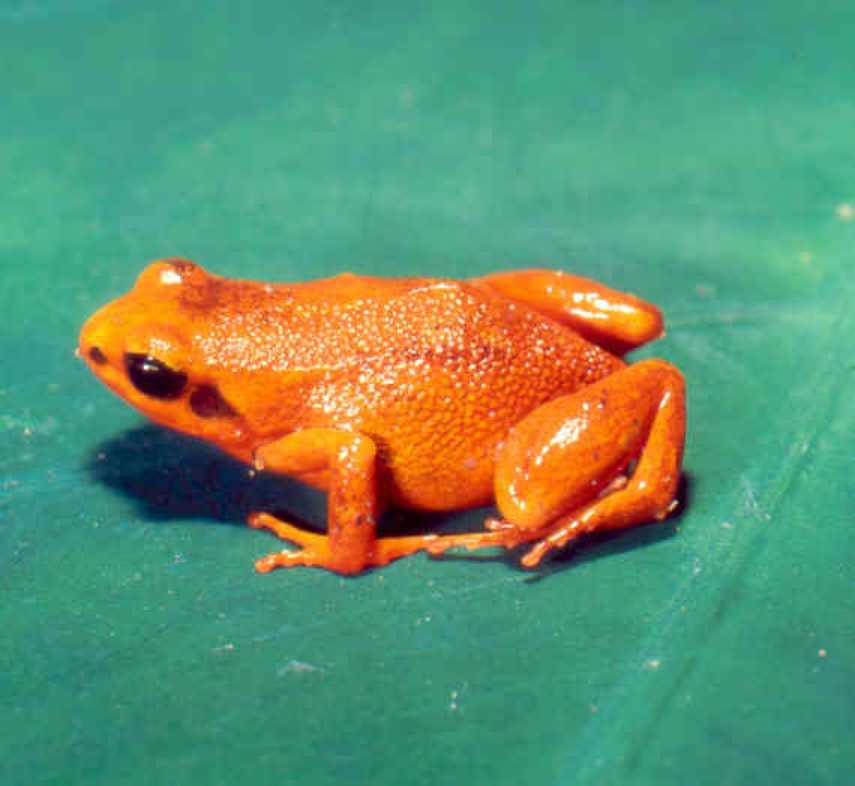
Mantella milotympanum
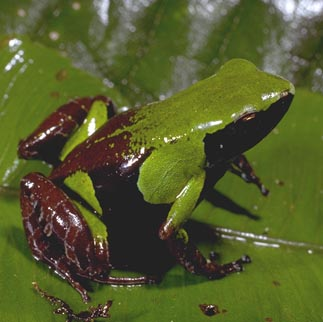
Mantella nigricans
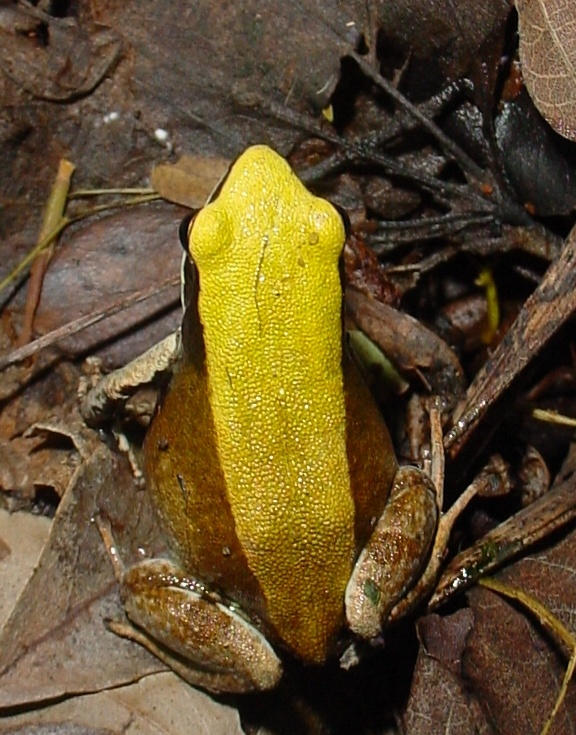
Mantella viridis

## Artenschutz
Alle Arten sind seit dem Jahr 2000 im CITES-Anhang II des Washingtoner Artenschutz-Übereinkommen aufgeführt. Ihre Ein- und Ausfuhr ist somit genehmigungspflichtig. In Deutschland ist auch ihre Haltung meldepflichtig.